# Bom Sucesso de Itararé
Bom Sucesso de Itararé è un comune del Brasile nello Stato di San Paolo, parte della mesoregione di Itapetininga e della microregione di Itapeva.